# Francisco García (basket-ball)
Pour les articles homonymes, voir Francisco García et García.
Francisco Alberto García, né le 31 décembre 1981, à Saint-Domingue, République dominicaine, est un joueur de basket-ball dominicain évoluant aux postes d'arrière et d'ailier.
Drafté en 2005 par les Kings de Sacramento, il est notamment réputé pour la qualité de son tir.